# Der lange Weg ans Licht
Der lange Weg ans Licht ist ein deutscher Dokumentarfilm aus dem Jahr 2006 des Regisseurs Douglas Wolfsperger.

## Inhalt
Der Film berichtet über die Hebamme Edeltraud Hertel, die seit fast 20 Jahren in Meerane, nahe Zwickau, Frauen vor, während und nach der Geburt begleitet. Es werden verschiedene gesellschaftliche Probleme aufgezeigt, wie Geburtenrückgang oder die Abwanderung aus den Provinzen. Dabei kommen sowohl Hebammen auch als Klinikärzte zu Wort um die verschiedenen Möglichkeiten der Geburt zu erläutern. Zwischen den Gruppen gibt es auch Meinungsverschiedenheiten, welche Methode nun die bessere sei. Hausgeburt, Geburt in einem Geburtshaus oder im Krankenhaus, natürliche Geburt oder Kaiserschnitt, die werdenden Eltern bzw. Mütter haben die Qual der Wahl. Zudem herrscht in der Region in der ehemaligen DDR ein Konkurrenzkampf zwischen den Krankenhäusern.
Doch egal, auf welche Weise die Geburt nun vonstattengeht, an der Tatsache, dass sich das Baby durch den Geburtskanal zwängen muss, um das Licht der Welt zu erblicken, führt kein Weg vorbei. Dies ist in der sogenannten fortschrittlichen westlichen Welt nicht anders als in Afrika. Edeltraud Hertel arbeitet heute in beiden Welten, Europa und Afrika; und im Film wird gezeigt, dass die Unterschiede bei der Geburt gar nicht groß sind. So bringen auch die Frauen auf dem schwarzen Kontinent ihre Kinder in der Horizontale zur Welt, obwohl man heute weiß, dass dies aus medizinischer Sicht nicht unbedingt die günstigste Stellung ist. In der Dokumentation werden aber nicht nur die technischen Aspekte der Geburt gezeigt, sondern es wird auch über ethische Fragen zur Abtreibung, Behinderung von Babys und Totgeburt berichtet. Um die Themen aus unterschiedlichen Blickwinkeln betrachten zu können, kommen Hebammen, Ärzte, Mütter, Väter und Kinder zu Wort.

## Kritiken
In der ZDF Sendung ML Mona Lisa wurde die Dokumentation als eindrucksvoll beschrieben.
Die TZ München vom 28. Februar 2008 schreibt: „Da kommen viele Hochkaräter zusammen: es inszenierte Douglas Wolfsperger, der uns in ‚Bellaria‘ in die wunderbare Welt alter Wiener Filmfans einführte, Igor Luther führte die Kamera und der so einfallsreiche Gerd Baumann sorgte für die Musik. Das ist schon mal eine spannende Grundkonstellation für einen Dokumentarfilm“.